# 埃菲尔铁塔 (修拉)

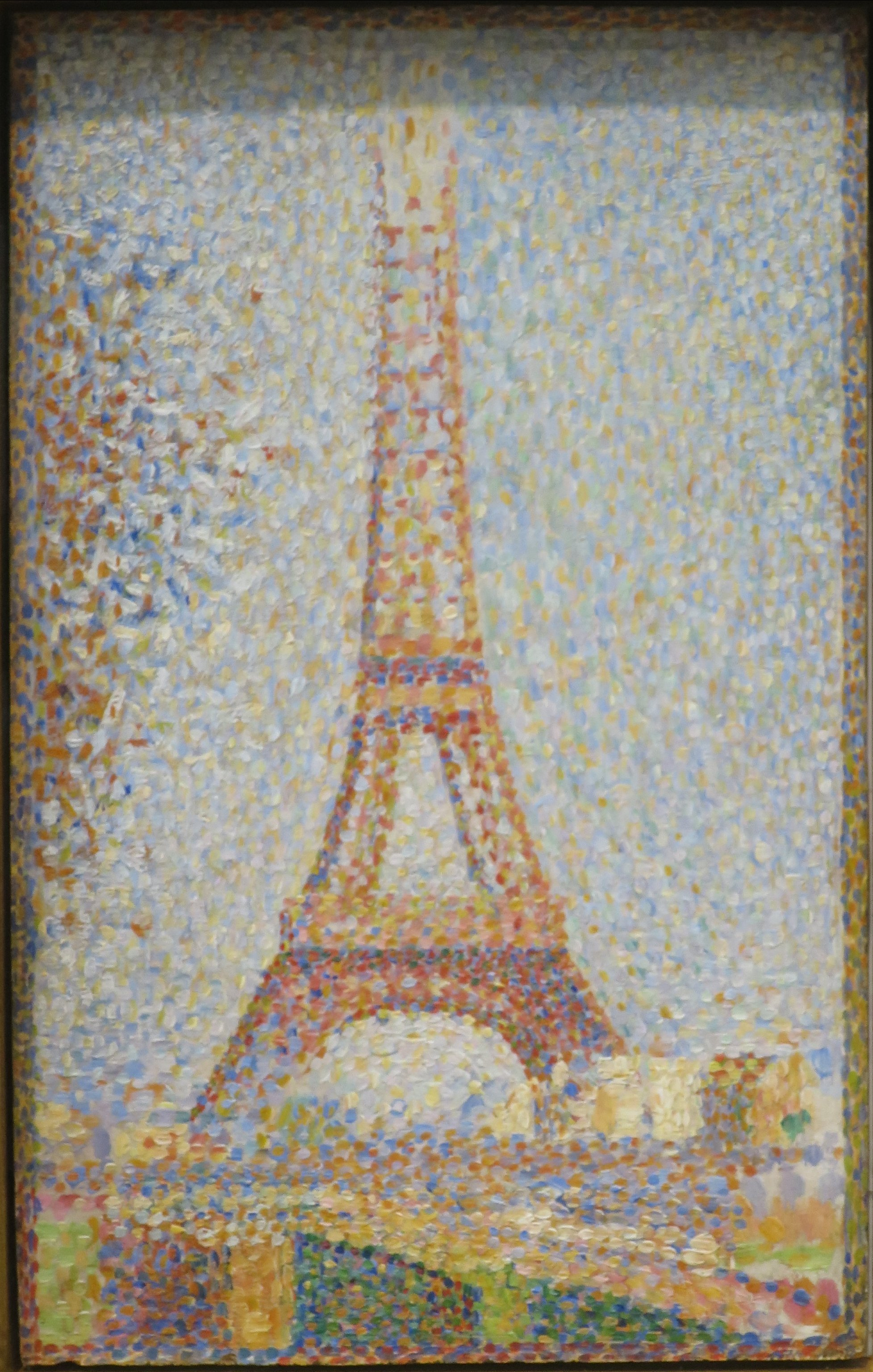

《埃菲尔铁塔》（La Tour Eiffel）是法国画家乔治·修拉的一幅油画，描绘埃菲尔铁塔，点彩画派风格，画幅为24厘米乘15.2厘米，绘于1889年。现藏于旧金山现代艺术博物馆。